# Conchiglie (pasta)
Le conchiglie sono un tipo di pasta italiana con forma a conchiglia.

## Caratteristiche
Di solito, le conchiglie sono a base di grano duro e, qualche volta, possono essere colorate con pigmenti naturali, come l'estratto di pomodoro, il nero di seppia o l'estratto di spinaci. La caratteristica forma di questo tipo di pasta consente al sugo di aderirvi facilmente. Esistono diverse varianti in tutta Italia delle conchiglie. Quando sono più piccole, le conchiglie prendono il nome di conchigliette mentre quando sono più grandi si chiamano conchiglioni. Come per altri tipi di pasta, anche le conchiglie possono essere lisce o rigate; in questo secondo caso il sugo aderisce meglio alla pasta.

## Utilizzo

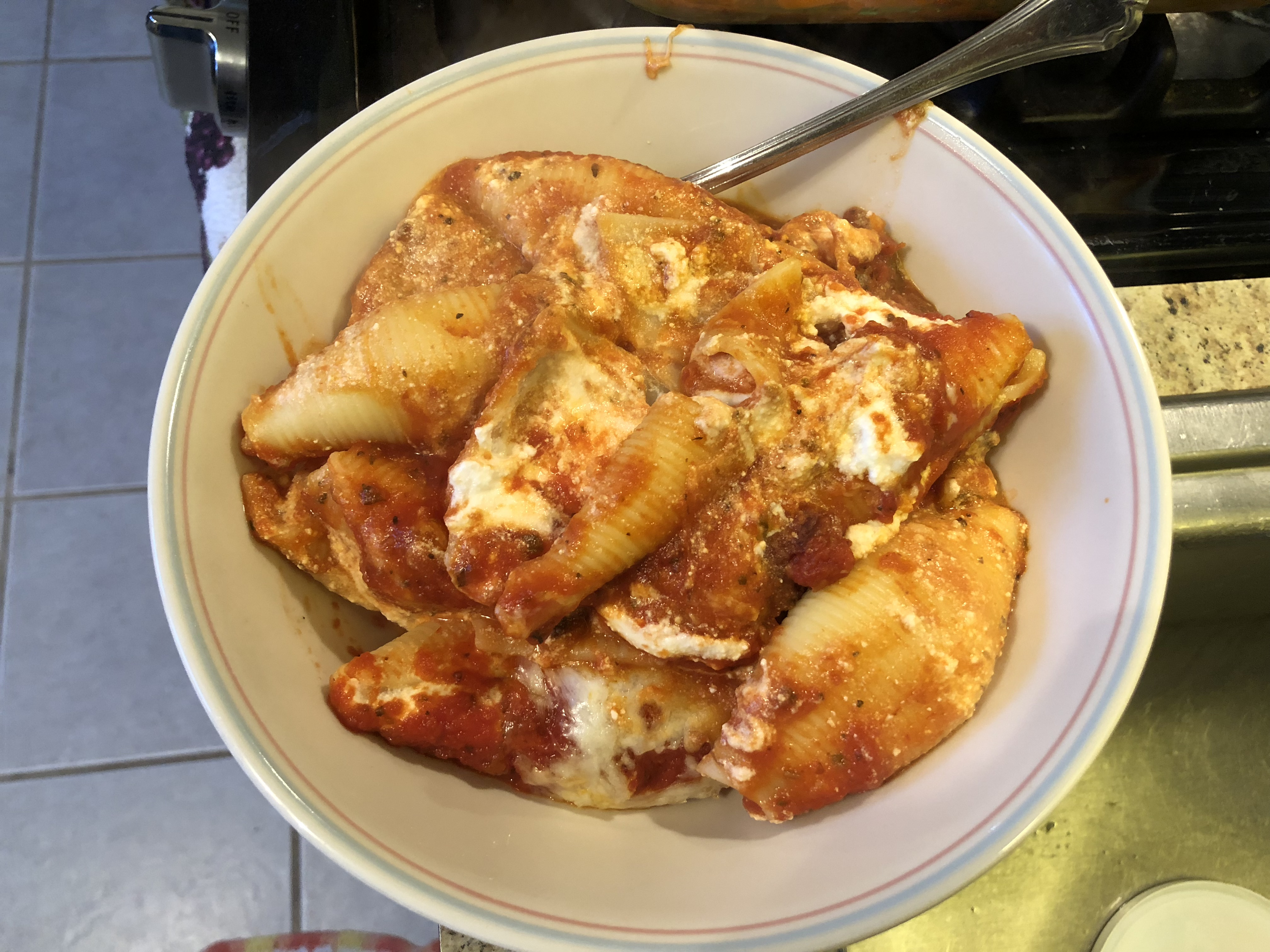
Conchiglioni con salsa di pomodoro e formaggio

Le conchiglie si prestano per molti tipi di condimenti diversi e vengono utilizzate per preparare, ad esempio, la pasta all'ortolana, quella al ragù di salsiccia e costituiscono una valida alternativa alle penne utilizzate per preparare la pasta alla vodka. In Campania sono popolari i conchiglioni che possono essere preparati con ragù, ricotta e spinaci o mozzarella, pomodoro e basilico. Le conchiglie, e in particolare le conchigliette, si prestano anche alla preparazione di minestre e minestrine.